# DFB-Pokal der Junioren 2018/19
Der DFB-Pokal der Junioren 2018/19 war die 33. Austragung dieses Wettbewerbs. Der Wettbewerb endete am 24. Mai 2019 mit dem Endspiel von RB Leipzig gegen den VfB Stuttgart in Potsdam, welches Stuttgart mit 2:1 gewann und somit seinen dritten Pokalsieg errang. Es war die zweite Auflage, in der 32 Vereine teilnahmen. Neben den A-Junioren-Pokalsiegern der 21 Landesverbände des DFB nahmen der Titelverteidiger, der A-Junioren-Meister sowie die drei bestplatzierten Teams aller drei Staffeln der A-Junioren-Bundesliga teil.

## Teilnehmer
| A-Junioren-Pokalsieger der 21 Landesverbände: - SV Sandhausen (Baden) - 1. FC Nürnberg (Bayern) - Tennis Borussia Berlin (Berlin) - Energie Cottbus (Brandenburg) - TuS Komet Arsten (Bremen) 1 - FC St. Pauli (Hamburg) - FSV Frankfurt (Hessen) - Hansa Rostock (Mecklenburg-Vorpommern) - FC Viktoria Köln (Mittelrhein) - Wuppertaler SV (Niederrhein) - VfL Wolfsburg (Niedersachsen) - SG 99 Andernach (Rheinland) - 1. FC Saarbrücken (Saarland) - Dynamo Dresden (Sachsen) - 1. FC Magdeburg (Sachsen-Anhalt) - Holstein Kiel (Schleswig-Holstein) - Offenburger FV (Südbaden) 2 - 1. FC Kaiserslautern (Südwest) - FC Rot-Weiß Erfurt (Thüringen) 3 - SC Paderborn 07 (Westfalen) 4 - VfB Stuttgart (Württemberg) | A-Junioren-Pokalsieger 2017/18: - SC Freiburg A-Junioren-Meister 2017/18: - Hertha BSC Bestplatzierte Teams der Junioren-Bundesliga-Staffeln: - Staffel Nord/Nordost: - Hamburger SV - Werder Bremen - RB Leipzig 5 - Staffel West: - FC Schalke 04 - Borussia Dortmund - VfL Bochum - Staffel Süd/Südwest: - TSG 1899 Hoffenheim - FC Bayern München - FC Augsburg |

## 1. Runde
Die Auslosung der 1. Runde ergab folgende Begegnungen:
| Datum                 |                        | Ergebnis |                   |
| --------------------- | ---------------------- | -------- | ----------------- |
| 29.08.2018, 17:30 Uhr | Hansa Rostock          | 0:4      | Werder Bremen     |
| 01.09.2018, 11:00 Uhr | 1. FC Kaiserslautern   | 1:4      | FC Augsburg       |
| 01.09.2018, 11:00 Uhr | TuS Komet Arsten       | 0:5      | Hertha BSC        |
| 01.09.2018, 11:00 Uhr | 1. FC Saarbrücken      | 0:1      | 1. FC Magdeburg   |
| 01.09.2018, 11:00 Uhr | SG 99 Andernach        | 0:8      | RB Leipzig        |
| 01.09.2018, 11:00 Uhr | FC Viktoria Köln       | 0:3      | VfB Stuttgart     |
| 01.09.2018, 11:00 Uhr | FC Rot-Weiß Erfurt     | 0:1      | FC Schalke 04     |
| 01.09.2018, 11:00 Uhr | Tennis Borussia Berlin | 0:1      | Borussia Dortmund |
| 01.09.2018, 11:00 Uhr | VfL Bochum             | 6:2      | Holstein Kiel     |
| 01.09.2018, 11:00 Uhr | Hamburger SV           | 1:2      | SC Freiburg       |
| 01.09.2018, 11:00 Uhr | TSG 1899 Hoffenheim    | 1:3      | FC Bayern München |
| 01.09.2018, 12:00 Uhr | FSV Frankfurt          | 2:3      | FC St. Pauli      |
| 01.09.2018, 13:00 Uhr | Offenburger FV         | 2:4      | SV Sandhausen     |
| 02.09.2018, 11:00 Uhr | Energie Cottbus        | 0:2      | SC Paderborn 07   |
| 02.09.2018, 11:00 Uhr | Wuppertaler SV         | 2:1      | 1. FC Nürnberg    |
| 02.09.2018, 12:00 Uhr | Dynamo Dresden         | 0:2      | VfL Wolfsburg     |

## Achtelfinale
| Datum                 |                   | Ergebnis |               |
| --------------------- | ----------------- | -------- | ------------- |
| 03.10.2018, 12:00 Uhr | 1. FC Magdeburg   | 2:1      | Werder Bremen |
| 06.10.2018, 11:00 Uhr | FC Bayern München | 1:3      | VfB Stuttgart |
| 06.10.2018, 11:00 Uhr | Borussia Dortmund | 2:0      | FC Augsburg   |
| 06.10.2018, 11:00 Uhr | SC Paderborn 07   | 2:4      | SC Freiburg   |
| 06.10.2018, 11:00 Uhr | VfL Bochum        | 0:1      | VfL Wolfsburg |
| 07.10.2018, 11:00 Uhr | Hertha BSC        | 0:3      | FC St. Pauli  |
| 07.10.2018, 11:00 Uhr | FC Schalke 04     | 1:2      | RB Leipzig    |
| 07.10.2018, 11:00 Uhr | Wuppertaler SV    | 1:0      | SV Sandhausen |

## Viertelfinale
| Datum                 |                 | Ergebnis |                   |
| --------------------- | --------------- | -------- | ----------------- |
| 15.12.2018, 11:00 Uhr | FC St. Pauli    | 0:2      | RB Leipzig        |
| 15.12.2018, 12:00 Uhr | SC Freiburg     | 3:1      | VfL Wolfsburg     |
| 16.12.2018, 11:00 Uhr | 1. FC Magdeburg | 1:2      | Borussia Dortmund |
| 16.12.2018, 11:00 Uhr | Wuppertaler SV  | 1:2      | VfB Stuttgart     |

## Halbfinale
| Datum                 |               | Ergebnis              |                   |
| --------------------- | ------------- | --------------------- | ----------------- |
| 16.03.2019, 11:00 Uhr | VfB Stuttgart | 4:0                   | SC Freiburg       |
| 16.03.2019, 11:00 Uhr | RB Leipzig    | 1:1 n. V. (9:8 i. E.) | Borussia Dortmund |

## Finale
| RB Leipzig                                        | RB Leipzig | VfB Stuttgart | VfB Stuttgart |
| ------------------------------------------------- | --- | --- | ------------- |
| RB Leipzig                                        | \| Finale \| \| 24. Mai 2019 in Potsdam (Karl-Liebknecht-Stadion) \| \| Ergebnis: 1:2 (0:0) \| \| Schiedsrichter: Sven Jablonski (Bremen) \| \| Spielbericht \| | \| Finale \| \| 24. Mai 2019 in Potsdam (Karl-Liebknecht-Stadion) \| \| Ergebnis: 1:2 (0:0) \| \| Schiedsrichter: Sven Jablonski (Bremen) \| \| Spielbericht \|                                                                                                  | VfB Stuttgart |
| RB Leipzig                                        | Niclas Müller – Malik Talabidi (72. Mateusz Maćkowiak), Niclas Stierlin , Frederik Jäkel, Marcel Hoppe (84. Max Winter) – Tom Krauß, Mads Bidstrup, Naod Mekonnen (76. Lukas Krüger) – Erik Majetschak, Noah Jean Holm, Fabrice Hartmann (55. Kossivi Amédédjisso) Cheftrainer: Alexander Blessin | Sebastian Hornung – Antonis Aidonis, Luca Mack , Alexander Kopf – Manuel Reutter, Per Lockl, Nick Bätzner, Umut Güneş (66. Florian Kleinhansl) – Lilian Egloff (80. Leonhard Münst), Eric Hottmann, Leon Dajaku (90. Hamza Çetinkaya) Cheftrainer: Daniel Teufel | VfB Stuttgart |
| RB Leipzig                                        | 1:1 Mekonnen (57.) | 0:1 Egloff (50.) 1:2 Egloff (67.) | VfB Stuttgart |
| RB Leipzig                                        | Talabidi (66.), Stierlin (82.) | Bätzner (33.), Mack (83.) | VfB Stuttgart |
| Finale                                            | | |               |
| 24. Mai 2019 in Potsdam (Karl-Liebknecht-Stadion) | | |               |
| Ergebnis: 1:2 (0:0)                               | | |               |
| Schiedsrichter: Sven Jablonski (Bremen)           | | |               |
| Spielbericht                                      | | |               |